# Giuseppe Palteniero
Giuseppe Palteniero es un religioso dominico italiano muerto en 1702.
Recibió el doctorado en ambos derechos, siendo aún de edad de veinticuatro años: poseía, además, una cultura general y extraordinaria y fue tal vez uno de los hombres más ilustres de su tiempo. A Palteniero se le debe una edición crítica y monumental de la Suma teológica, hecha en Venecia a principios del siglo XVIII, por la belleza de los caracteres y la profusión de notas aclaratorias y críticas; esta edición de Palteniero puede figurar entre las mejores que ha tenido la Suma teológica.
Fue también Palteniero un polemista formidable de una agilidad de imaginación e inteligencia verdaderamente extraordinarias.